# امبادا
امبادا (به انگلیسی: Ambada) یک منطقهٔ مسکونی در هند است که در مادایا پرادش واقع شده‌است.

## خصوصیات
امبادا ۶٬۸۹۵ نفر جمعیت دارد.